# Lupinus hartwegii
Lupinus hartwegii är en ärtväxtart som beskrevs av John Lindley. Lupinus hartwegii ingår i släktet lupiner, och familjen ärtväxter. Inga underarter finns listade i Catalogue of Life.